# Christopher Vogler
Christopher Vogler (1949) è uno sceneggiatore statunitense di Hollywood.
Ha lavorato per la Disney ed insegna alla UCLA. Il suo nome è legato al saggio The Writer's Journey: Mythic Structure For Writers, pubblicato in italiano come Il viaggio dell'eroe. Nato come quaderno di appunti personali, ha cominciato a circolare tra amici, fino alla richiesta di pubblicazione in una piccola casa editrice di libri e manuali sul cinema, dove è stato pubblicato in tre edizioni ogni volta ampliate (1992, 1998, 2007).

## Pensiero
Influenzato dagli studi di Joseph Campbell, e dal suo L'eroe dai mille volti (The Hero With a Thousand Faces, 1949), Vogler approfondisce la struttura del mito a uso di scrittori di narrativa e cinema. I miti sono qualcosa di cui la gente ha bisogno, momenti chiave di passaggio da uno stadio della vita al prossimo, racconti che segnano la strada (come nell'intervista di Bill Moyer a Campbell, The Power of Myth, 1988). Ogni racconto ha quindi degli elementi universalmente rintracciabili nel viaggio di un eroe, essi consistono di moduli (patterns) e varianti. Dunque è possibile tracciare un atlante dei comportamenti di un eroe: una mappa per il suo viaggio di trasformazione (cresce, cambia, fa un percorso da un modo d'essere a un altro). Sono dodici fasi (stages) sul cui telaio stanno appunto le molte possibili varianti ma, sintetizzando, si potrebbe dire che la tesi di Vogler sia che la quasi totalità delle storie moderne si basino in realtà su modelli di storie.
Gli archetipi sono diversi dagli stereotipi, sono funzioni, non sono ruoli rigidi, hanno a che fare con l'inconscio collettivo che teorizzava Jung. Da qui l'analisi in personaggi funzione. Vogler, nel Viaggio dell'eroe ha analizzato diverse decine di film trovando delle strutture ripetitive ricorrenti. Possono essere personaggi positivi e negativi, fisici o metaforici, persone od oggetti. Un personaggio può rappresentare in sé più di una funzione.

### I 7 archetipi - principali personaggi funzione (basic figures)
- L'eroe (Hero): È colui che muove la storia, compie il viaggio, fisico o mentale. Ha in genere un punto debole (fatal flaw) su cui può essere colpito, e deve confrontarsi con la morte (spesso simbolica, e comunque l'eroe accetta la possibilità del sacrificio). Ha inoltre qualità con cui possiamo identificarci ed è sospinto da motori universali e originali. Può anche avere impulsi contraddittori, ma cresce nel corso della storia ed è il più attivo dei personaggi, colui che fa l'azione più importante del racconto. Le imperfezioni lo rendono più reale e attraente e può essere un buon inizio cercare di (ri-)bilanciarle (volenteroso, motivato, o involontario, sbandato, orientato verso il gruppo o solitario, funziona da catalizzatore per gli altri). L'eroe è il simbolo dell'anima in trasformazione (Vogler si appoggia qui a Carol S. Pearson, Awakening the Heroes Within, 1991 e Maureen Murdock, The Heroine's Journey: Woman's Quest for Wholeness, 1990) e spesso coincide con il protagonista della storia.
- Il mentore (Mentor): Se l'eroe è l'io della storia, il mentore è il suo sé. È la guida che aiuta, allena o istruisce l'eroe. Gli procura doni, lo convince o sospinge nell'avventura (gesto spesso indispensabile per dare avvio all'azione, per selezionare l'eroe, per far capire cosa sia a rischio). Spesso il mentore è un ex-eroe, una persona saggia o maestro (che impara, anche, come fanno tutti gli insegnanti), un "donatore" (secondo la terminologia di Propp), ma il dono spesso dev'essere conquistato, con sacrificio o dedizione. È anche la "voce di Dio", negativa o positiva, come una coscienza o codice di comportamento morale, e serve a motivare l'eroe (a volte con suggerimenti che saranno utili molto più tardi o che scappano nonostante non si voleva darli, persino oscuri o seducenti o multipli o comici). In senso lato ha a che fare con la figura del genitore che si deve fermare (o addirittura morire) prima della prova principale, che l'eroe deve affrontare solo. Ogni eroe è guidato da qualcosa e un racconto senza conoscenza di questa energia-guida è in qualche modo incompleto. Che sia espresso da un vero personaggio o interiorizzato, il mentore è un archetipo importante e rappresenta la continuità nelle mani dello scrittore.
- Guardiano della soglia (Threshold Guardian): Mette alla prova l'eroe creandogli difficoltà: ne sonda la volontà e la rinforza. Apparentemente è un nemico, ma può anche essere sorpassato o trasformato in alleato. Ha a che fare con i demoni interni dell'eroe (con la funzione psicologica della nevrosi). Lo ferma perché lo riporta alle sue ferite emozionali, ai vizi, alle dipendenze, ai limiti che si pone da solo. Ma questa "resistenza" va riconosciuta come fonte d'energia, il demone va incorporato, come un'arma da prendere. A volte non è nemmeno un nemico, ma qualcuno che l'eroe incontra lungo il cammino e che deve conquistare, assorbendone l'energia. A volte vuole solo essere riconosciuto nel suo ruolo: è il guardiano, l'eroe lo riconosce in quanto tale e lui lo fa passare. Naturalmente anche il guardiano può essere interno, un aspetto dell'eroe stesso con cui deve avere a che fare.
- Messaggero (Herald): Comunica l'inizio dell'avventura, il cambiamento che arriva, la sua necessità. È l'incidente scatenante. Può anche essere un oggetto, come una telefonata o un telegramma. Risveglia la motivazione nel portare notizie all'eroe (eventualmente anche solo dal proprio interno).
- Mutaforme (Shapeshifter): Cambia forma, si traveste. È l'archetipo instabile, il folletto leale ma non sincero o sincero ma non leale, l'amico che diventa nemico. Questa figura ha la funzione di seminare dubbi e suspense. È l'espressione dell'energia dell'animus o dell'anima dell'eroe, ovvero, secondo la terminologia di Jung, l'elemento maschile nell'inconscio femminile e il corrispondente femminile nell'inconscio maschile (il cui incontro è considerato un passo importante nella crescita). È un catalizzatore per il cambiamento, il comportamento mutevole a servizio della storia.
- Ombra (Shadow): In genere è l'antagonista. Sono i sentimenti repressi e i traumi con la funzione psicologica della psicosi. Riflette tendenze negative inespresse e mette definitivamente l'eroe in pericolo. Anche gli opponenti hanno però bisogno di risultare umani, e non sono mai solo stereotipi di cattiveria (anche perché in fondo un nemico è un "eroe" di un suo proprio viaggio mitico, e Vogler suggerisce di attraversare o rileggere la storia almeno una volta dal punto di vista dell'ombra). Che siano da distruggere o da annullare portandole a livello di coscienza (la strada non intrapresa), è l'incontro-scontro ombra-eroe che muove il motore della storia.
- Imbroglione (Trickster): è la spalla e il momento goliardico. Crea contrattempi, stimola cambiamenti, anche in senso negativo. È un'energia infantile da marachella, se incarnata in un personaggio in genere con caratteristiche di confusionario, nemico dello status quo, dell'ipocrisia e dell'egocentrismo. È il briccone che rimescola i problemi allargando o spargendo il conflitto, e può servire anche a offrire un momento di distensione e comicità prima di un'impresa. Naturalmente questa sua funzione, legata all'eroe, non va confusa con la figura dell'imbroglione di certe storie, dove è invece un altro tipo di eroe.

### Le tappe del viaggio dell'eroe

#### Atto I: partenza, salita (Departure)
- Mondo ordinario (Ordinary World): L'eroe lascia un mondo per cominciare un viaggio, ed entra in un altro mondo (Special World). In un certo senso è l'ultimo posto da cui si proviene, dato che in un racconto e nella vita passiamo attraverso la successione di mondi speciali che lentamente ridiventano ordinari appena ci abituiamo a loro. D'altra parte non si può percepire qualcosa come novità, stranezza o straordinarietà senza fare comparazione con ciò che non lo è. È il mondo consueto dell'eroe, quello da cui parte. Il mondo ordinario serve anche a creare un legame tra la gente, a far riconoscere l'eroe (identification) attraverso bisogni universali o per la sua mancanza chiara di qualcosa, un punto debole tragico (hamartia) o una specie d'orgoglio (hybris) che portano a una conseguenza (nemesis) fatale. Una ferita, anche se nascosta, rende un eroe più umano e segna il confine della zona in cui è più vulnerabile. Ecco perché alcuni tratti possono anticipare nel mondo ordinario il disegno o l'incombenza del mondo speciale. Far vedere qual è la posta in gioco (what's at stake), cosa si lascia, dove si spera di tornare (ma in fondo non si torna mai indietro, se la storia riesce) rinforza il racconto.
- Chiamata all'avventura (Call to Adventure): La sfida per l'eroe, dove si stabilisce l'obiettivo e il percorso da farsi. La chiamata all'avventura stabilisce il rischio o il prezzo da pagare e rende chiaro l'obiettivo (goal) dell'eroe. Un certo evento, un accidente iniziale (initiating incident) è necessario per far partire la storia. Esso può essere una chiamata interiore o l'appello da parte d'un messaggero, o anche una serie di coincidenze ricorrenti (quel che Jung chiamava sincronicità). A volte può essere una mancanza, l'improvviso "rapimento" di qualche bisogno dell'eroe o l'incidente procurato a una figura a lui cara, in ogni caso una sottrazione che lascia senza scelta (out of option). La chiamata alla vicenda è anche un processo di selezione, ciò che stabilisce chi è l'eroe della storia.
- Rifiuto della chiamata (Refusal of the Call): Ci sono casi d'eroi riluttanti (proprio perché in questo modo aumentano la percezione del rischio che correranno) che cercano di "negare" la chiamata e fanno sforzi per fuggire. La ritrosia o il timore mette in evidenza l'essere sconosciuto della fase successiva. A volte serve un'influenza ulteriore, nonostante il richiamo all'avventura, come un cambiamento nelle circostanze o l'incoraggiamento di un mentore. Le scuse aumentano la posta in gioco. Chiamate non conciliabili o eroi troppo sicuri e senza dubbi potrebbero aver bisogno d'altri personaggi per dare peso e senso alle conseguenze.
- Incontro col mentore (il vecchio saggio) (Meeting with the Mentor: Quello di cui ha bisogno l'eroe per mettersi in viaggio: consigli, direzione, guida, uno strumento "magico" da portarsi (un'arma, ma anche una conoscenza, o la fiducia in se stesso, la protezione, l'allenamento). I mentori sono in genere coloro che sono andati nel viaggio prima di noi, una specie di saggezza che segna l'avventura seguente, a volte persino facendo sbagliare l'eroe (misdirecting) affinché cresca. Non tutti i maestri sono affidabili, e possono tradire o deludere, o la fanno difficile prima di decidersi ad aiutare (perché in fondo sono iper-protettivi e non vogliono smettere il loro training dell'eroe). Anche chi scrive funge da mentore del lettore. È uno sciamano che ha fatto il viaggio nel mondo straordinario ed è tornato con la storia da raccontare, con metafore attraverso cui guidano o curano: è questo il loro dono e la loro responsabilità.
- Superamento della prima soglia (Crossing the First Threshold): L'eroe accetta la sfida. Qui si entra nel mondo speciale del racconto. Ci si lancia nel viaggio dal momento in cui non si può più tornare indietro (no turning back). È il momento più difficile dell'atto I, il suo vero inizio. È una soglia su cui ci sono guardiani, esseri che cercano di fermare l'eroe e che vanno ignorati, assorbiti, riconosciuti o trasformati in alleati. L'attraversamento del confine tra mondo ordinario e mondo speciale può anche essere un incidente, l'andare a sbattere contro il mondo speciale, laddove lo slancio di fiducia potrebbe diventare "crisi" e tutte le illusioni romantiche sul mondo nuovo potrebbero essere riviste al vero contatto con esso. Qui finisce il primo atto.

#### Atto II: discesa, iniziazione (Initiation)
- Prove, nemici, alleati (Tests, Allies, and Enemies): In questa zona l'eroe fa i primi incontri, viene coinvolto nelle sfide che servono a imparare le regole del mondo speciale. Qui si rivela il vero carattere dell'eroe, si mettono in evidenza i sentimenti, i ritmi, le priorità, i valori e le regole che contano. È una fase di aggiustamento del tiro, con l'assistenza e il conforto leggero (comic relief) degli alleati, ma anche l'opportunità di reclutare una squadra, di capire chi è chi nella distribuzione delle parti.
- Avvicinamento alla caverna più recondita (seconda soglia) (Approach to Inmost Cave): L'eroe si avvicina all'apice, al posto pericoloso. In questa fase spesso ci si ferma sul cancello per preparare, pianificare e sorpassare i guardiani dell'ombra. L'eroe si sta formando una nuova percezione di sé e degli altri, ha tempo per indossare una divisa, o la maschera archetipica o le "armi" prima dell'incontro fatale. È anche la fase dove i compagni di viaggio spariscono e la lotta si fa più dura, con la sorpresa di veder emergere nuove qualità nei personaggi. È il momento di calibrare di nuovo la squadra, chiedere scusa, incoraggiare. Ci si accerta che ognuno è d'accordo sugli obiettivi, che la persona giusta è al posto giusto (in senso metaforico, anche in mancanza di squadra). Può persino esserci una battaglia per chi comanda all'interno del gruppo, ma per quanto si sia tentato di fuggire, ora la porta alle spalle si chiude ed è il momento di trovarsi davanti alla difficoltà fatale (life-and-death issue).
- Prova centrale (Supreme Ordeal): È il momento critico della battaglia con l'ombra, lo scatenamento della suspense. La prova in cui l'eroe rischia davvero di morire o muore per poter rinascere di nuovo. È la fonte di ogni magia per il mito dell'eroe, dove si svolge il vero rito di passaggio o il rituale d'iniziazione (come nelle società segrete e nelle confraternite). Nel momento cruciale in cui l'eroe o i suoi obiettivi sono a rischio in genere c'è un rovescio di fortuna, temporaneo, che mette suspense. In questa fase avviene ciò che Campbell chiama l'incontro con la divinità o con l'altro come tentatore, ed è il momento d'espiazione che ha a che fare con il padre, o comunque il momento culminante (Apotheosis). Durante la prova centrale l'eroe si trova faccia a faccia con le sue più grandi paure, con il fallimento dell'impresa, o con la fine di un rapporto, dove si conclude definitivamente la sua vecchia personalità e si torna cambiati. Dopo niente sarà mai più lo stesso. Tutto avviene sulla cima della montagna, nella zona più profonda della caverna, nel cuore della foresta, nella parte più riposta d'una terra straniera, o nel posto più segreto della sua anima. È il momento più profondo della discesa prima di risalire (qui spesso un testimone vede l'eroe che sembra morto), dove l'ombra si rivela (sia essa un nemico o un rivale, o la paura stessa dell'eroe, le sue qualità rifiutate e proiettate in altri, i suoi demoni). Nel mito questo significa la morte dell'io, quando l'eroe è parte del cosmo, non ha più la stessa visione delle cose e rinasce con una nuova consapevolezza, ovvero sposta il centro dall'io al sé (diventando, in qualche modo, il proprio maestro). Se la storia è quella di un gruppo, un eroe qui rischia la propria vita individuale per il bene della collettività e vince dunque il diritto d'essere considerato eroe dagli altri.
- Ricompensa (Reward): L'eroe, sopravvissuto, "festeggia" (anche per l'aver imparato qualcosa). Se c'è un tesoro da prendere, questo è il momento. Qui anche è il momento di un piccolo riposo prima del viaggio di ritorno (spesso una scena d'accampamento, o d'amore). Finita la burrasca ci si misura, si diventa consapevoli della propria volontà o forza, raggiungendo il rispetto di sé. La ricompensa, comunque, non sempre viene data, e anche se già si è pagato per averla, a volte deve essere presa: l'elisir, l'iniziazione, il nuovo nome, il nuovo punto di vista sulle cose, la conoscenza, la chiaroveggenza, la realizzazione di sé, la sposa. A volte ci si rende conto anche di quanto si è stati stupidi o testardi, di quanto si è rischiato più del necessario. E c'è comunque una rivelazione, un riconoscimento, un'epifania. È la catena dell'esperienza divina: dall'entusiasmo, cioè essere visitati da un dio, all'apoteosi, cioè diventare un dio, alla teofania, cioè essere ritrovato e riconosciuto in quanto dio (ma questo accade spesso nel terzo atto). Tuttavia ci possono anche essere distorsioni (eroi che hanno sottovalutato lo scontro o sopravvalutato se stessi gonfiandosi di stupido vanto). Qui finisce il secondo atto.

#### Atto III: ritorno (Return)
- Via del ritorno (The Road back): Bisogno del ritorno, ma trasformato. L'eroe non è ancora fuori dalla "foresta". La storia deve raccontare la sua decisione di tornare al mondo ordinario (la scelta di non rimanere nel mondo speciale, con la paura che il premio possa sparire in giorni ritornati comuni). È un altro punto di svolta, un altro attraversamento di soglia.
- Resurrezione (terza soglia - climax) (Resurrection). Non è la prova più grande, ma la definitiva. È come un esame finale per provare che si è imparata la lezione, dato che una cosa utile nel mondo straordinario non è detto che sia trasportabile in quello ordinario. È la purificazione, l'adattamento al ritorno che a volte prende la forma di un'ulteriore sfida (magari la minaccia questa volta non riguarda l'eroe, ma l'intero suo mondo). È il momento delle carte in tavola. Seppure si è vinto è ancora il momento difficile in cui l'eroe può morire (gli eroi "tragici" muoiono risorgendo però nella memoria dei sopravvissuti). È anche il momento della catarsi, dove si porta il materiale emozionale in superficie, facendo che la consapevolezza dell'eroe diventi anche del lettore (o spettatore) della storia. A volte in questa fase si risvegliano i falsi pretendenti, quelli che vogliono approfittare delle conquiste dell'eroe per farle proprie e rubargli il premio.
- Ritorno con l'elisir (Return with Elixir): L'eroe è tornato rinato, definitivamente cambiato, e ha portato con sé l'esperienza raggiunta, un dono da usare nel mondo ordinario. Ci sono due possibilità: il ritorno al punto di partenza (starting point), ma ora il vecchio mondo sembra diverso, e la forma aperta (open-ended) il cui finale continua all'interno di colui al quale la storia è stata raccontata. In ogni caso il vecchio sé è morto e il nuovo sé è immune da tentazioni. Un'eventuale punizione dovrebbe essere adeguata al crimine e avere la qualità della giustizia poetica più che del giudizio sommario, così come il premio deve essere proporzionato al sacrificio offerto, insomma c'è un ri-bilanciamento attraverso l'"elisir". La funzione di questa fase è quella di concludere la storia. E qui finisce il terzo e ultimo atto.

### Conclusioni
Questo modello di viaggio è una guida, non una ricetta o una formula, è un bisogno interno della storia che detta la sua stessa struttura. La forma segue la funzione. Le credenze, le priorità di chi scrive o dei personaggi, i temi, lo stile, il tono e l'umore che si cerca disegnano la trama. Non bisogna mai prendere la mappa per il viaggio stesso. Bisognerebbe esplorare posti sconosciuti, e rendersi creativamente perduti. Solo se se ne ha momentaneo bisogno, dice Vogler, si può fare riferimento ai modelli di questo libro come metafora di ciò che succede, tabella che mostra solo il momento in cui un'azione dovrebbe plausibilmente accadere, ma non è detto: ogni elemento della mappa può accadere in ogni momento della storia. Bisognerebbe servire solo le necessità del racconto.
Anche scrivere è magia, ed è un viaggio pericoloso da cui si torna con l'elisir che è la storia raccontata.

## Opere
- Chris Vogler, Il viaggio dell'eroe, Dino Audino, Roma 1992 ISBN 88-86350-10-4 e 2004 ISBN 88-7527-142-9
- Chris Vogler, The Writer's Journey: Mythic Structure for Writers. 3. ed. 2007, ISBN 978-1932907360

## Filmografia

### Attore
- Il mistero di Dante, regia di Louis Nero (2014)